# Orange Belgium

Ehemaliges Logo

Orange Belgium (früher Mobistar), ehemals gelistet im BEL20 in Brüssel, ist eines von drei großen belgischen Mobiltelekommunikationsunternehmen, aktiv auf dem belgischen und luxemburgischen Telekommunikationsmarkt. Es bietet Dienste rund um die mobile Telefonie und Festnetztelefonie, ADSL, Fernsehen und verschiedene weitere Dienstleistungen. Die Firma entwickelt Produkte und Dienste für den privaten und den professionellen Markt. Mobistar ist an der Börse von Brüssel notiert und gehört zur Orange-Gruppe.
Seit Mai 2016 hatte die Muttergesellschaft Orange die belgische Marke Mobistar in Orange Belgium umbenannt.

Altes Logo mit dem Markennamen Mobistar

## Verwaltungsrat
- Jan Steyaert (Vorsitzender)
- Bertrand du Boucher
- Brigitte Bourgoin
- Wirefree Services Belgium (vertreten durch Aldo Cardoso)
- Jean-Marc Harion
- Gérard Ries
- Benoit Scheen
- Conseils Gestion Organisation (vertreten durch Philippe Delaunois)
- Johan Deschuyffeleer
- Société en Gestion Conseil et Stratégie d’Entreprises (vertreten durch Nadine Lemaitre)
- Geneviève André
- Eric Dekeuleneer

## Direktion
- Jean-Marc Harion (Chief Executive Officer)
- Sven Bols (Chief Sales & Distribution Officer)
- Pascal Koster (Chief ITNO Officer)
- Paul-Marie Dessart (General Secretary)
- Cristina Zanchi (Chief Customer Relationships Officer)
- Erick Cuvelier (Chief Information Technology Officer)
- Anne Cambier (Chief Procurement and Process Officer)
- Stephane Beauduin (Chief B2B Officer)
- Olivier Ysewijn (Chief Strategy Officer)
- Bart De Groote (Chief Marketing Officer)
- Werner De Laet (Chief Financial Officer)

## Aktionäre
- ASB: 52,9 % (Orange)
- Free float: 37,1 %

Stand: 8. Dezember 2008

## Geschichte
Mobistar ist 1996 als ein Joint Venture von Telinfo und France Télécom gegründet worden. Im Jahr 2000 kaufte France Télécom die britische Orange plc und übernahm im Zuge dessen auch einen 50-Prozent-Anteil am belgischen Konkurrenten KPN Orange. Die dadurch entstehende Doppelbeteiligung im belgischen Mobilfunkmarkt wurde durch den Verkauf des Orange-Anteils an KPN bereinigt. Mobistar wurde nicht wie France Télécom und viele derer Tochterunternehmen im Laufe der Zeit vereinheitlichend in Orange umbenannt. Mobistar gehört heute weiterhin mehrheitlich zu Orange.
Zu Mobistar gehört auch der kostensenkende Prepaid-Anbieter Simply by Mobistar. Mobistar stellt sein Netz auch der belgischen Supermarktkette Delhaize für ihr Prepaid-Angebot zur Verfügung.
Mobistar hat 1585 Mitarbeiter (31. Dezember 2010).
- 1996: Lanzierung von Tempo, der ersten Prepaid-Karte in Europa
- 1998: Lanzierung des Distributionskanals Mobistar Center
- 1998: Mobistar notiert an der Börse von Brüssel
- 2001: Mobistar ist Teil der Orange-Gruppe
- 2001: Mobistar kauft eine 3G-Lizenz der belgischen Regierung
- 2005: Einführung der EDGE-Technologie auf dem Mobistar-Netz
- 2007: Brand refresh
- 2007: Kauf von VOXmobile (jetzt: Orange Communications Luxembourg S.A.)
- 2007: Lanzierung von Internet Everywhere
- 2008: Lanzierung von One Office Full Pack
- 2009: Integration sozialer Netzwerke in das Angebot für Jugendliche
- 2009: Mobistar wird „International M2M Center“ für Machine-to-Machine-Anwendungen
- 2009: Lanzierung von Mobile TV auf dem iPhone
- 2009: Ankauf der B2B- und Betreiberaktivitäten von KPN
- 2010: Lanzierung von Mobistar TV, einem TV-Angebot über Satellitentechnik

## Kunden
Gesamtzahl aktiver Kunden (Mobistar S.A., Orange S.A., MVNO): 4 244 535 (30. Juni 2012)